# Phimophis
Genre
Phimophis est un genre de serpents de la famille des Dipsadidae.

## Répartition
Les espèces de ce genre se rencontrent en Amérique du Sud.

## Liste des espèces
Selon The Reptile Database (2 septembre 2013) :
- Phimophis guerini (Duméril, Bibron & Duméril, 1854)
- Phimophis guianensis (Troschel, 1848)
- Phimophis vittatus (Boulenger, 1896)

## Taxinomie
Les espèces Phimophis chui, Phimophis iglesiasi et Phimophis scriptorcibatus ont été déplacées dans le genre Rodriguesophis.

## Publication originale
- Cope, 1860 : Catalogue of Colubridae in the Museum of the Academy of Natural Sciences of Philadelphia. I. Calamarinae. Proceedings of the Academy of Natural Sciences of Philadelphia, vol. 12, p. 74-79 (texte intégral).